# بوکووینا (ناحیه بلانسکو)
بوکووینا (به چکی: Bukovina) یک منطقهٔ مسکونی در جمهوری چک است که در ناحیه بلانسکو واقع شده‌است. بوکووینا ۲٫۷۳ کیلومتر مربع مساحت و ۳۳۷ نفر جمعیت دارد و ۴۹۷ متر بالاتر از سطح دریا واقع شده‌است.